# Villaselán (Lugo)
Villaselán (llamada oficialmente Santa María de Vilaselán) es una parroquia española del municipio de Ribadeo, en la provincia de Lugo, Galicia.

## Otras denominaciones
La parroquia también es conocida por el nombre de Santa María de Villaselán.

## Organización territorial
La parroquia está formada por dieciséis entidades de población, constando catorce de ellas en el nomenclátor del Instituto Nacional de Estadística español:

### Entidades de población
Entidades de población que forman parte de la parroquia:
- As Trancoeiras
- Barreiras (As Barreiras)
- Campoxurado (O Campoxurado)
- Cargadero (O Cargadoiro)
- Casas de Abaixo (As Casas de Abaixo)
- Circo (O Circo)
- Cruz (A Cruz)
- Eirexa (A Eirexa)
- Espín (O Espín)
- Os Galos
- Outeiro (O Outeiro)
- Senra (A Senra)
- Torre (A Torre)
- Xan de Abaixo

### Despoblados
Despoblados que forman parte de la parroquia:
- Granxa (A Granxa)
- Lodeira (A Lodeira)

## Demografía
| Gráfica de evolución demográfica de Villaselán entre 2000 y 2020 |
|                                                                  |
| Datos según el nomenclátor publicado por el INE.                 |